# Polycentropus excisus
Polycentropus excisus är en nattsländeart som beskrevs av Klapalek 1894. Polycentropus excisus ingår i släktet Polycentropus och familjen fångstnätnattsländor. Inga underarter finns listade i Catalogue of Life.